# 1896 en science
| Années de la science : 1893 - 1894 - 1895 - 1896 - 1897 - 1898 - 1899    |
| Décennies de la science : 1860 - 1870 - 1880 - 1890 - 1900 - 1910 - 1920 |

Cet article présente les faits marquants de l'année 1896 en science.

## Événements

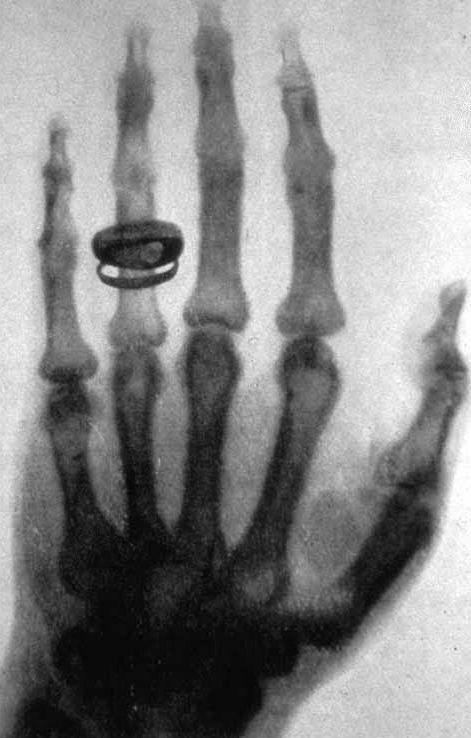
Radiographie de la main d’Albert von Kolliker prise le 23 janvier 1896.

- 7 janvier : le  physicien allemand Wilhelm Röntgen fait dans le Frankfurter Zeitung sa première communication sur les rayons X et la radiographie[1].

- 10 février : le photographe médical français Albert Londe fait une communication à l'Académie des sciences intitulée Application de la méthode de Röntgen qui présente les avantages de la radiographie pour un usage médical. Lors de la séance du 8 juin, les professeurs Londe et Brissaud présentent une photographie par les rayons de Röntgen d'une balle de 7 millimètres dans le cerveau, une des premières radios médicales[2].
- 1er mars : le physicien français Antoine Henri Becquerel découvre par accident la radioactivité naturelle des sels d’uranium. Il annonce la découverte des « rayons uraniques » le lendemain à l'Académie des sciences[3].

- Le physicien allemand Wilhelm Wien formule dans un article[4] la loi du rayonnement ou Loi de Wien[5].

- Le docteur Paul Raymond découvre la grotte ornée préhistorique de la Baume d'Oullins  située sur les communes de Labastide-de-Virac (Ardèche) et Le Garn (Gard), dans les gorges de l'Ardèche[6].

### Technologie
- 2 juin  : Guglielmo Marconi dépose à Londres un brevet pour des « améliorations de la transmission des impulsions et des signaux électriques », accepté le 2 juillet 1897. La TSF lui permet d’envoyer des messages sans fil électrique en modifiant les ondes hertziennes grâce à un dispositif terre-antenne[7].

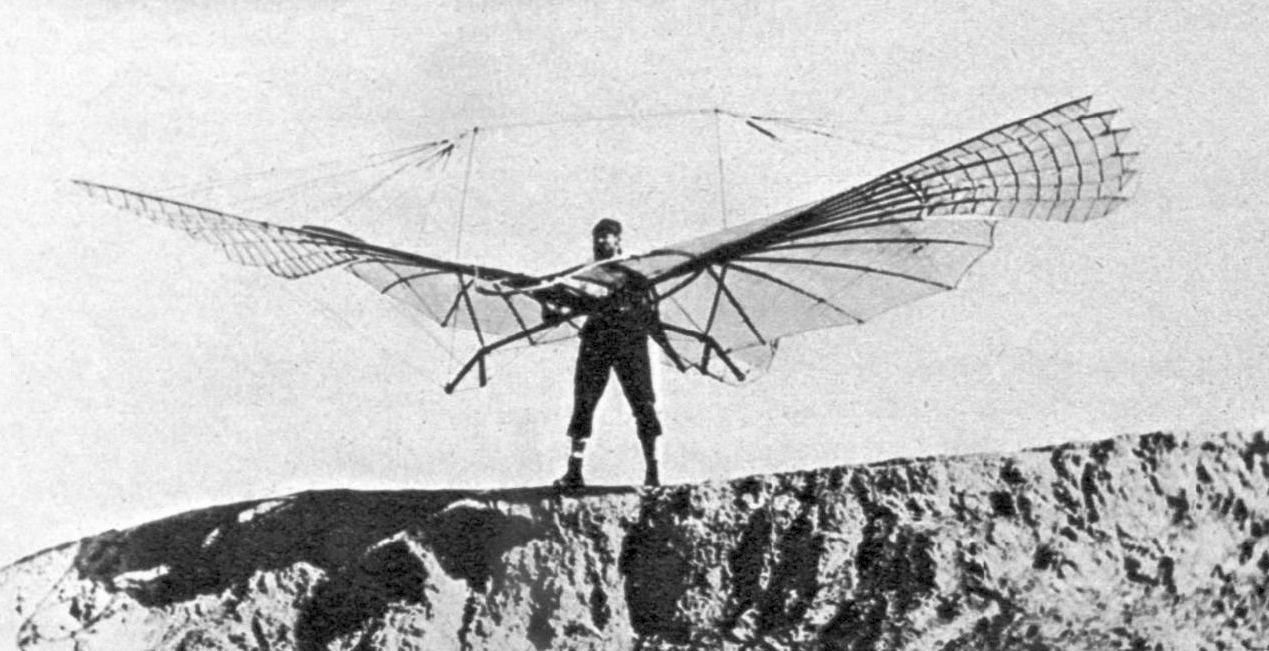
Le planeur d'Otto Lilienthal en 1894.

- 22 juin- 4 juillet : William Avery, Paul Butusov et Augustus Herring testent sur les dunes du lac Michigan près de la ville de Miller Beach les planeurs construits par l'ingénieur américain Octave Chanute. Les premiers essais leur permettent de voler sur 35 mètres. Ils sont de retour au bord du lac du 21 août au 25 septembre après avoir perfectionné leurs planeurs. Le vol le plus long, effectué le 12 septembre, est de 109 mètres (359 pieds) pour 14 secondes de vol[8].
- 10 août : Otto Lilienthal meurt à Berlin des suites d'une chute en planeur. Il effectue quelque 2 000 vols sur les 18 machines qu'il construit entre 1891 et 1896[9].

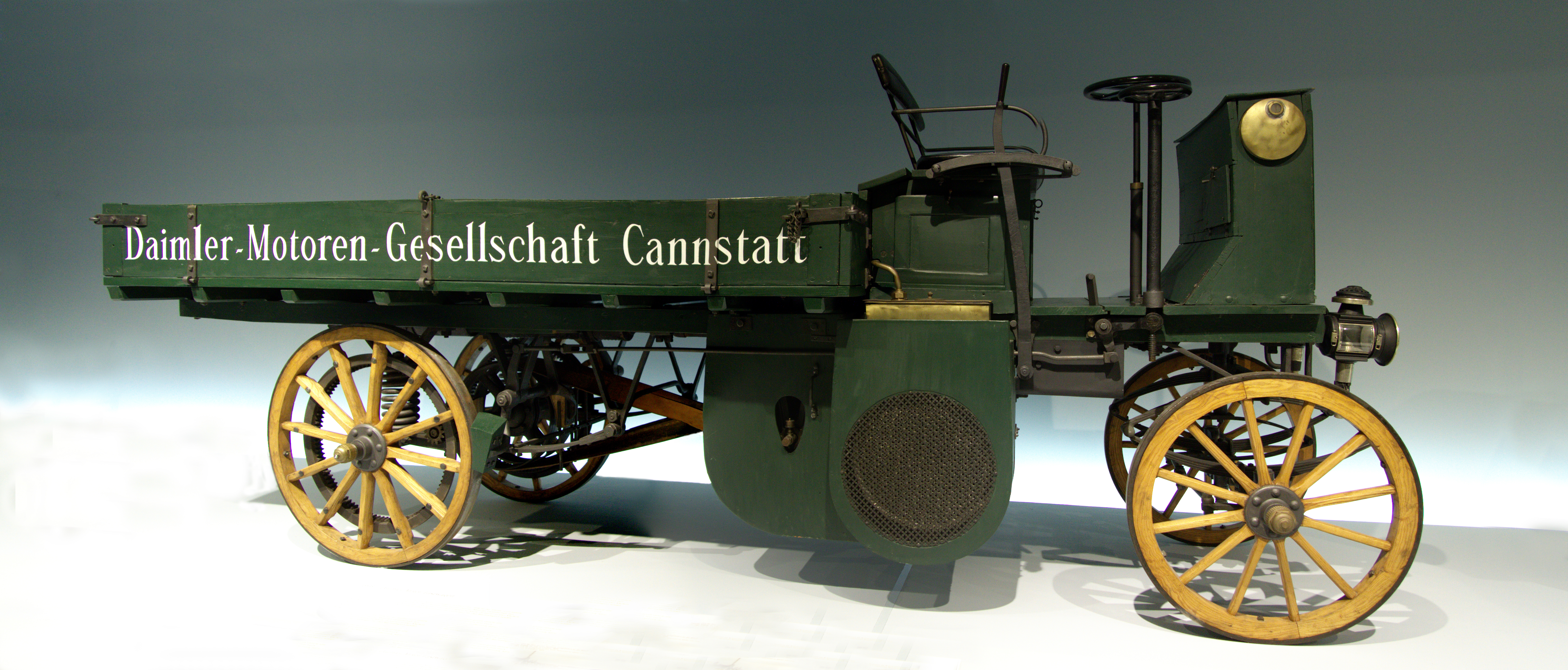
Le camion Daimler de 1896.

- 18 août : Gottlieb Daimler présente le premier camion[10].
- 29 septembre : le chimiste américain Edward Goodrich Acheson obtient une brevet pour un procédé pour la production de graphite synthétique et de cristaux à haut pouvoir abrasif (carborundum)[11].
- 12 décembre : William Preece présente au public les travaux de Guglielmo Marconi sur la télégraphie sans fil lors d'une conférence au Toynbee Hall de Londres[12].

## Publications
- Atlas international des nuages, financé par le météorologiste français Léon Teisserenc de Bort.

- Havelock Ellis et John Addington Symonds, Das konträre Geschlechtsgefül(« Le Sentiment sexuel contraire »), Leipzig, publié en anglais en 1897 sous le titre The Sexual Inversion (« L'inversion sexuelle »).
- Charles L. Dodgson : Symbolic Logic (1re partie).

## Prix
- Médailles de la Royal Society
  - Médaille Copley : Karl Gegenbaur

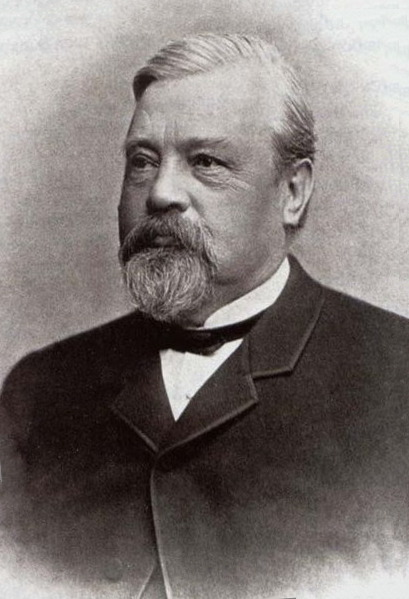
Karl Gegenbaur

  - Médaille Darwin : Giovanni Battista Grassi
  - Médaille Davy : Henri Moissan
  - Médaille royale : Archibald Geikie, Charles Vernon Boys
  - Médaille Rumford : Philipp Lenard Wilhelm Conrad Röntgen

- Médailles de la Geological Society of London
  - Médaille Lyell : Arthur Smith Woodward
  - Médaille Murchison : Thomas Mellard Reade (en)
  - Médaille Wollaston : Eduard Suess

- Médaille Linnéenne : George James Allman
- Prix Poncelet : Paul Painlevé

## Naissances

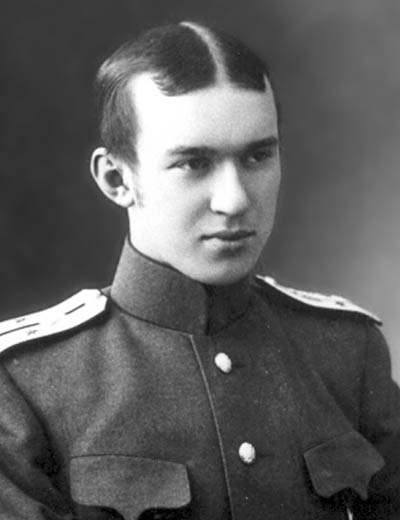
Dimitri Dimitrievitch Maksoutov

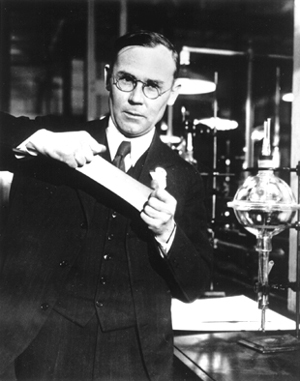
Wallace Hume Carothers

- 1er janvier : Okuro Oikawa (mort en 1970), astronome japonais.
- 3 janvier : Aliette de Maillé (morte en 1972), archéologue française.
- 4 janvier : Adrien Pouliot (mort en 1980), ingénieur et mathématicien canadien (québécois).

- 1er février : Alfonso Caso (mort en 1970), archéologue mexicain.
- 14 février : Edward Arthur Milne (mort en 1950), mathématicien et astrophysicien britannique.

- 12 mars : Frederick C. Leonard (mort en 1960), astronome américain.
- 21 mars : Friedrich Waismann (mort en 1959), mathématicien, physicien et philosophe autrichien.
- 23 mars : Stepan Sosnovy (mort en 1961), agronome et économiste ukraino-soviétique.

- 14 avril : Priscilla Fairfield Bok (morte en 1975), astronome américaine.
- 23 avril : Dimitri Dimitrievitch Maksoutov (mort en 1964), opticien et astronome soviétique.
- 27 avril : Wallace Hume Carothers (mort en 1937), chimiste américain.

- 3 mai : Jean Orcel (mort en 1978), physicien, chimiste, minéralogiste et professeur français.
- 17 mai : Ida Rolf (mort en 1979), biochimiste américaine.

- 7 juin : Robert Mulliken (mort en 1986), physicien et chimiste américain, prix Nobel de chimie en 1966.

- 1er juillet : Hans Peter Luhn (mort en 1964), informaticien allemand.
- 18 juillet : Jean Dufay (mort en 1967), astronome français, directeur de l'observatoire de Lyon et de l'observatoire de Haute-Provence.

- 1er août : Frederick Sumner Brackett (mort en 1988), physicien américain.
- 8 août : George Dawson Preston (mort en 1972), physicien britannique.
- 9 août : Erich Hückel (mort en 1980), physicien et chimiste allemand.
- 15 août : Gerty Theresa Cori (mort en 1957), biochimiste américaine.
- 28 août : Matthew Stirling (mort en 1975), anthropologue et archéologue américain.

- 12 septembre : Marguerite Laugier (morte en 1976), astronome française.
- 6 octobre : Nine Choucroun (morte en 1978), biochimiste française.
- 10 octobre : Lester Germer (mort en 1971), physicien américain.
- 23 octobre : Roman Jakobson (mort en 1982), linguiste russe.

- 3 novembre : Madeleine Alberta Fritz (morte en 1990), paléontologue canadienne.
- 28 novembre : Leonid Andrussow (mort en 1988), ingénieur et chimiste allemand.

- 4 décembre : Hugh Percy Wilkins (mort en 1960), ingénieur et astronome amateur gallois.
- 5 décembre : Carl Ferdinand Cori (mort en 1984), biochimiste américain.
- 27 décembre : Louis Bromfield (mort en 1956), écrivain américain.

## Décès

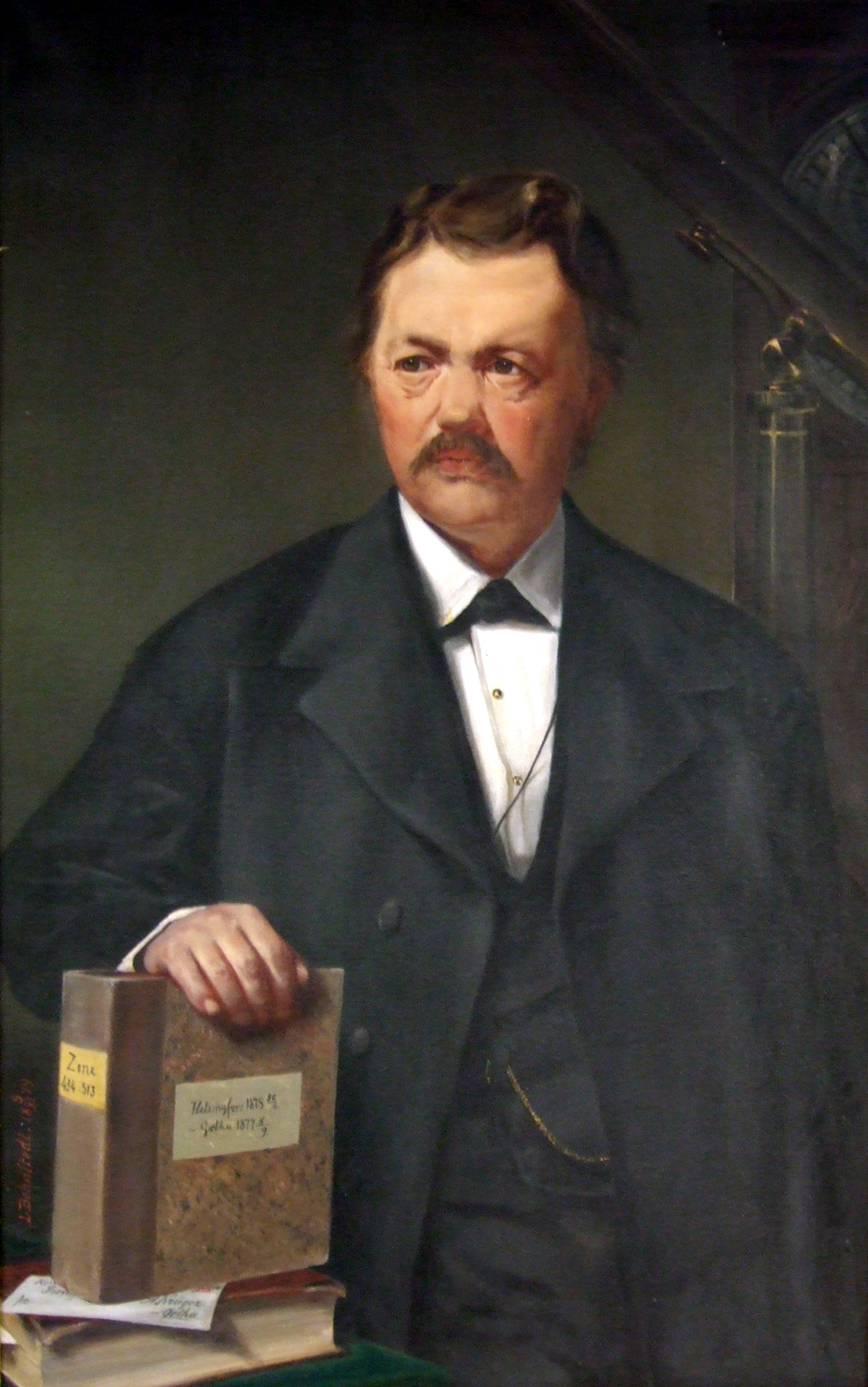
Adalbert Krüger

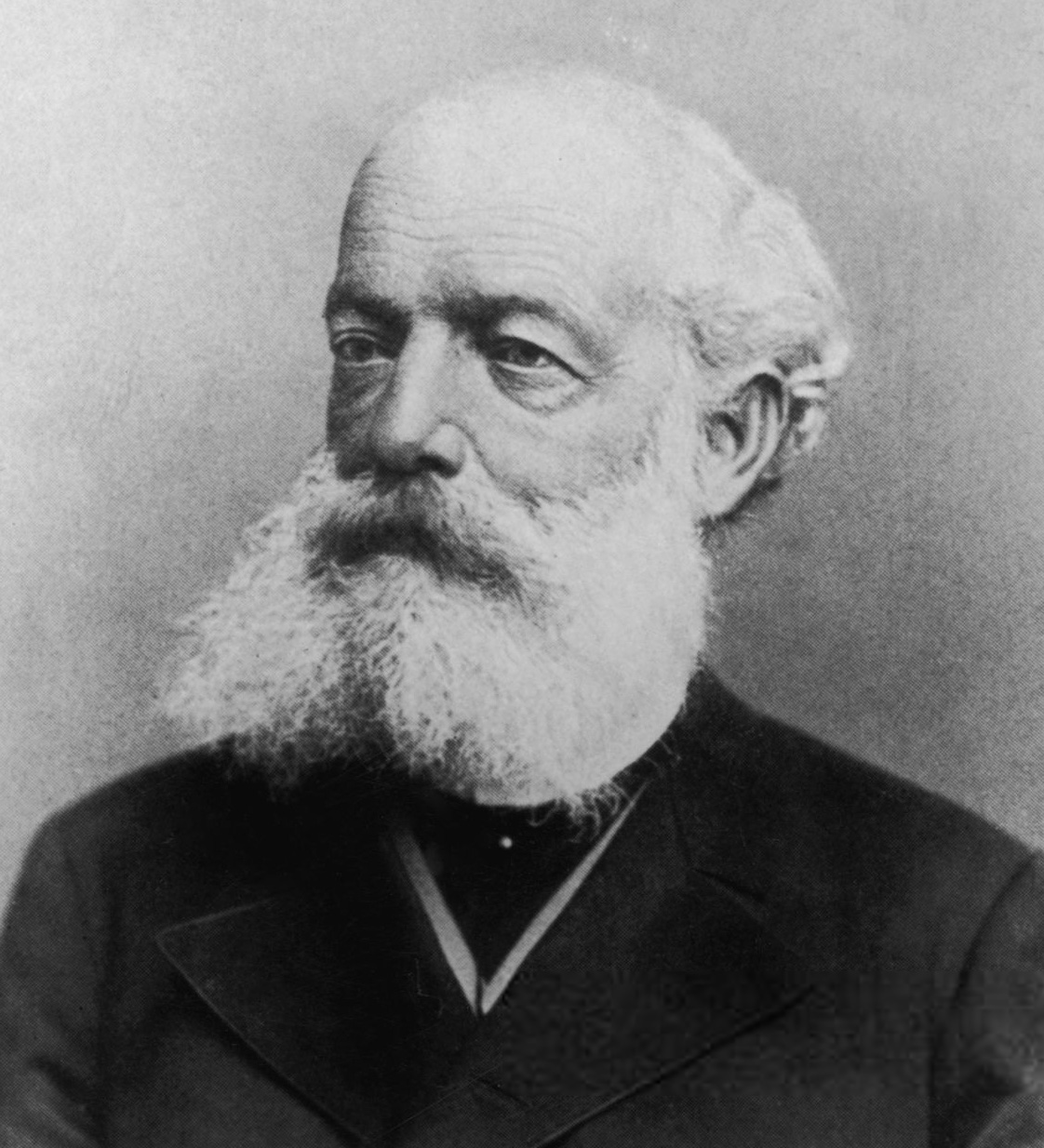
Friedrich Kekulé von Stradonitz

- 5 février : François Jacques Dominique Massieu (né en 1832), mathématicien et physicien français.
- 24 février :  Mariano Armellini (né en 1852), archéologue et historien italien.

- 12 avril : Carl Humann (né en 1839), architecte et archéologue allemand.
- 21 avril : Adalbert Krüger (né en 1832), astronome allemand.

- 1er mai : Théodore Pavie (né en 1811), voyageur, écrivain et orientaliste.
- 8 mai : Georg Liebscher (né en 1853), agronome allemand.
- 24 mai : Luigi Federico Menabrea (né en 1809), mathématicien, ingénieur militaire et homme politique piémontais.
- 25 mai : Jules Raulin (né en 1836), chimiste et biologiste français.
- 29 mai : Gabriel Auguste Daubrée (né en 1814), géologue français.

- 8 juin : John Gregory Bourke (née en 1843), officier et ethnographe américain.
- 23 juin : Joseph Prestwich (né en 1812), géologue et homme d'affaires britannique.

- 5 juillet : Maurice Chaper (né en 1834), paléontologue et géologue français.
- 11 juillet : Ernst Curtius (né en 1814), archéologue et historien classique allemand.
- 13 juillet : Friedrich Kekulé von Stradonitz (né en 1829), chimiste organicien allemand.

- 1er août : William Grove (né en 1811), avocat et chimiste amateur britannique.
- 12 août : Hubert Anson Newton (né en 1830), astronome et mathématicien américain.
- 13 août : 
  - Joseph Delbœuf (né en 1831), mathématicien, philosophe et psychologue belge.
  - Ludwig Seidel (né en 1821), mathématicien, physicien de l'optique et astronome allemand.
- 25 août : Gustave Lagneau (né en 1827), médecin et anthropologue français.

- 6 septembre : George Brown Goode (né en 1851), ichtyologiste américain.
- 9 septembre : Luigi Palmieri (né en 1807), volcanologue et météorologue italien.
- 13 septembre : Charles Marionneau (né en 1823), peintre paysagiste, historien de l'art et archéologue français.
- 18 septembre : Hippolyte Fizeau (né en 1819), physicien français.
- 30 septembre : Moritz Wilhelm Drobisch (né en 1802), philosophe, logicien et mathématicien allemand.

- 20 octobre : Félix Tisserand (né en 1845), astronome français.

- 26 novembre : Benjamin Apthorp Gould (né en 1824), astronome américain.

- 8 décembre : Ernst Engel (né en 1821), statisticien et économiste allemand.
- 10 décembre : Alfred Nobel (né en 1833), chimiste, industriel et fabricant d'armes suédois.
- 17 décembre : Charles Edwin Wilbour (né en 1833), journaliste et égyptologue américain.
- 26 décembre : Emil du Bois-Reymond (né en 1818), physiologiste allemand.